# Conistra punctillum
Conistra punctillum là một loài bướm đêm trong họ Noctuidae.